# 聯合日報 (菲律賓)
- 關於馬來西亞的中文報紙，請見「聯合日報」。
- 關於新加坡報業控股出版的華文綜合性日報，請見「聯合早報」。
- 關於臺灣聯合報系出版的報紙，請見「聯合報」。

聯合日報是菲律賓歷史最悠久的華文報紙。菲律賓在馬可斯戒嚴時期實施報禁，兩份華文報紙《大中華日報》和《公理報》於1973年合併為《聯合日報》，是當時唯一獲准發行的華文報紙。